# Падуль
Падуль або Ель-Падуль (ісп. Padul або ісп. El Padul) — муніципалітет в Іспанії, у складі автономної спільноти Андалусія, у провінції Гранада. Населення — 8270 осіб (2010).
Муніципалітет розташований на відстані близько 380 км на південь від Мадрида, 16 км на південь від Гранади.

## Демографія
Динаміка населення (INE ):

## Галерея зображень

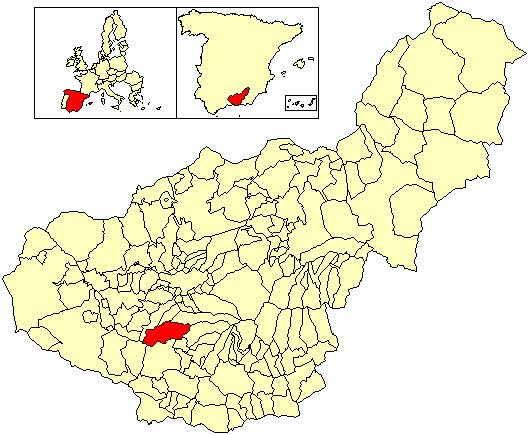
Розташування муніципалітету Ель-Падуль у провінції Гранада
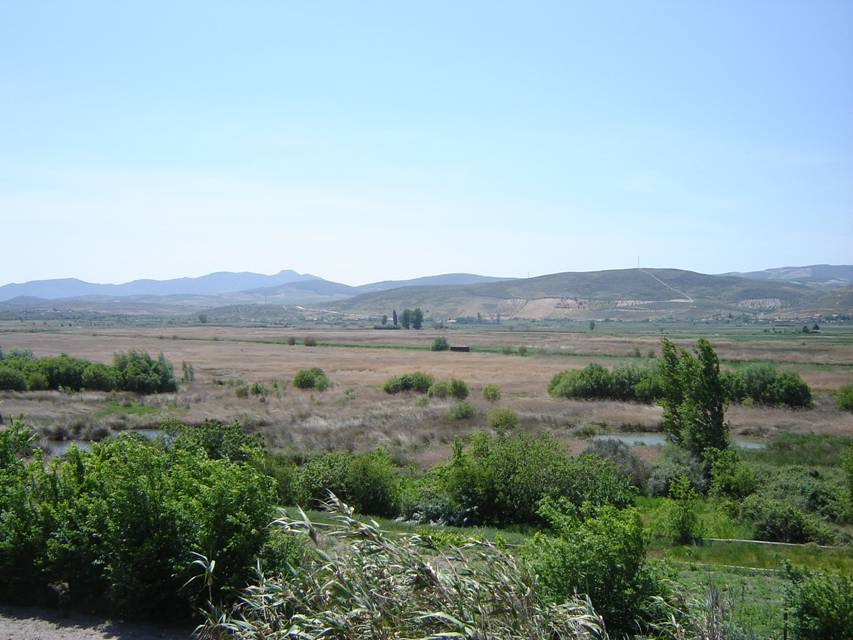
Ель-Падуль, панорама лагуни
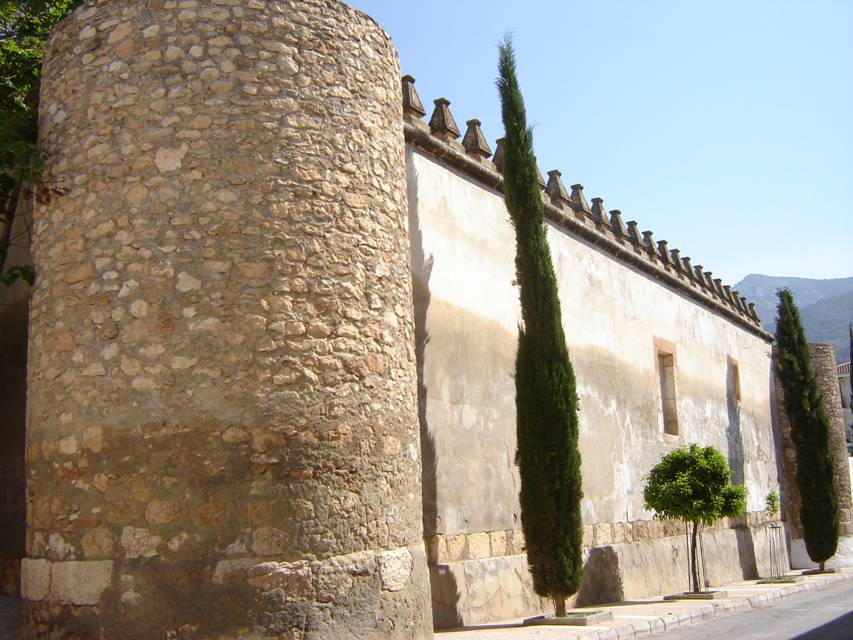
Замок
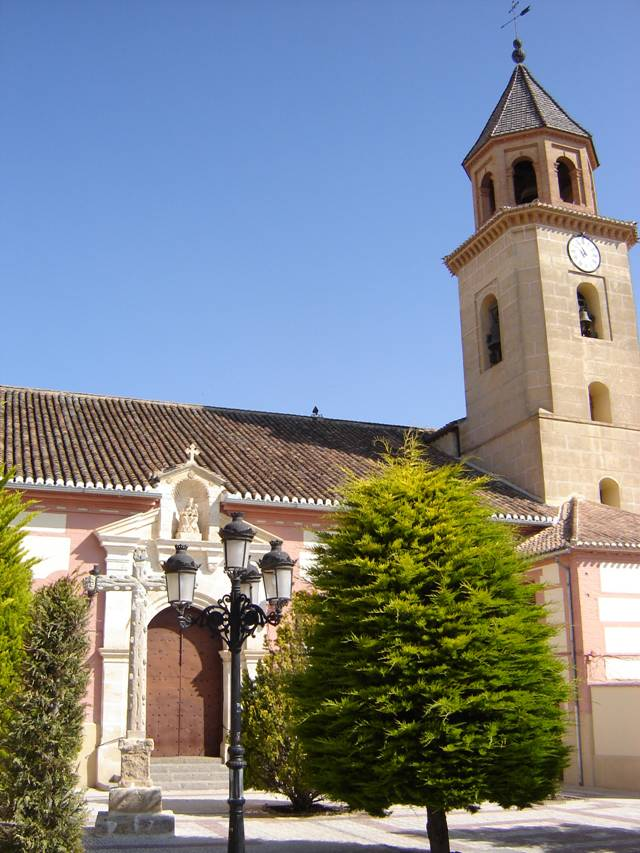
Парафіяльна церква в Ель-Падулі